# Perm
| system                            | oddział         | piętro     | wiek (mln lat) |
| --------------------------------- | --------------- | ---------- | -------------- |
| trias                             | dolny           | ind        | młodsze        |
| perm                              | loping          | czangsing  | 254,14–251,902 |
| perm                              | loping          | wucziaping | 259,51–254,14  |
| perm                              | gwadalup        | kapitan    | 264,28–259,51  |
| perm                              | gwadalup        | word       | 266,9–264,28   |
| perm                              | gwadalup        | road       | 273,01–266,9   |
| perm                              | cisural         | kungur     | 283,5–273,01   |
| perm                              | cisural         | artinsk    | 290,1–283,5    |
| perm                              | cisural         | sakmar     | 293,52–290,1   |
| perm                              | cisural         | assel      | 298,9–293,52   |
| karbon                            | późny pensylwan | gżel       | starsze        |
| Podział według ICS, wrzesień 2023 |                 |            |                |

Perm – termin o dwojakim znaczeniu:
- w sensie geochronologicznym: szósty i ostatni okres ery paleozoicznej, trwający około 47 milionów lat (od 298,9 ± 0,15 do 252,17 ± 0,06 mln lat temu). Perm jest młodszy od karbonu a starszy od triasu. Dzieli się na trzy epoki: cisural, gwadalup i loping.

- w sensie chronostratygraficznym: najwyższy system paleozoiku, wyższy od karbonu, a niższy od triasu. Dzieli się na trzy oddziały: cisural, gwadalup i loping.

Nazwa okresu (systemu) pochodzi od miasta Perm u stóp Uralu. Okres ten zakończył się największym masowym wymieraniem w dotychczasowej historii Ziemi.

## Podziały
Podstawą podziału permu są konodonty i amonity (goniatyty), podrzędnie także otwornice. Perm kiedyś dzielono na dwie epoki: perm wczesny i perm późny. Obecnie perm jest podzielony na trzy epoki: cisural, gwadalup i loping z wiekami:
| loping     |                                                |
| czangsing  | (254,14 ± 0,07 – 251,902 ± 0,024 mln lat temu) |
| wucziaping | (259,1 ± 0,5 – 254,14 ± 0,07 mln lat temu)     |
| gwadalup   |                                                |
| kapitan    | (265,1 ± 0,4 – 259,1 ± 0,1 mln lat temu)       |
| word       | (268,8 ± 0,5 – 265,1 ± 0,4 mln lat temu)       |
| road       | (272,95 ± 0,11 – 268,8 ± 0,5 mln lat temu)     |
| cisural    |                                                |
| kungur     | (283,5 ± 0,6 – 272,95 ± 0,11 mln lat temu)     |
| artinsk    | (290,1 ± 0,26 – 283,5 ± 0,6 mln lat temu)      |
| sakmar     | (295,0 ± 0,18 – 290,1 ± 0,26 mln lat temu)     |
| assel      | (298,9 ± 0,15 – 295,0 ± 0,18 mln lat temu)     |

Oprócz tego funkcjonuje tradycyjny, regionalny podział permu europejskiego na dwie jednostki wydzielone ze względu na charakter skał (związany z innymi warunkami środowiska): przeważnie lądowy czerwony spągowiec i morski cechsztyn. Czerwony spągowiec dodatkowo dzielono na dwie części: autun i sakson, natomiast cechsztyn na siedem cyklotemów: werra (PZ1), stassfurt (PZ2), leine (PZ3), aller (PZ4), ohre (PZ5), friesland (PZ6) i fulda (PZ7).

## Klimat
Na półkuli południowej, na kontynencie Gondwana, w środkowym permie kończy się długotrwałe zlodowacenie obejmujące Antarktydę oraz przylegające fragmenty południowej i środkowej Afryki, Ameryki Południowej, Australii oraz Indii. Następuje znaczne ocieplenie klimatu i zwiększa się tam powierzchnia lasów klimatu umiarkowanego, które dały początek złożom węgla kamiennego (znanym na przykład z Południowej Afryki i Australii).
We wczesnym i środkowym permie na półkuli północnej w warunkach gorącego i suchego klimatu powstają czerwone osady pustynne oraz utwory wulkaniczne. W późnym permie następuje w Europie zalew morski. W bardzo płytkim morzu i w jego zatokach, w ciepłym klimacie, powstają grube warstwy ewaporatów.

## Geologia
W czasie orogenezy waryscyjskiej dochodzi do wypiętrzenia gór Uralu. W Ameryce Północnej powstają Appalachy. Na południu dochodzi do stopniowego stopienia lądolodu, który przykrywał Gondwanę. W cechsztynie dochodzi do globalnej regresji mórz, wiele zbiorników ulega bardzo znacznemu zasoleniu. Duże obszary dawnej Laurazji zamieniają się w pustynie. W permie powoli kończą się ruchy orogenezy waryscyjskiej. W tej schyłkowej fazie ma miejsce bardzo silna działalność wulkaniczna, powstają wtedy wielkie wylewy law kwaśnych. Pod koniec permu dochodzi do największego w historii Ziemi wymierania gatunków, zwanego czasem barwnie matką wielkich wymierań. Całkowicie znikają wtedy trylobity, koralowce czteropromienne i denkowce.
Według teorii tektoniki płyt Azja zderza się z Europą. Pod koniec permu Laurazja i Gondwana łączą się w Pangeę. Od wschodu wrzyna się w nią morze Tetydy. Pangea zaczyna dryfować na północ.

## Bogactwa naturalne

### W Polsce
Największym bogactwem są złoża miedzi, wydobywane na monoklinie przedsudeckiej i już nie wydobywane w niecce północnosudeckiej, a także złoża soli kamiennej (wydobywane w Kłodawie), soli potasowych, surowców skalnych – czerwonych piaskowców („piaskowiec budowlany”) i zlepieńców, między innymi tak zwany „zlepieniec zygmuntowski”, z którego była wykonana pierwsza kolumna Zygmunta.

## Świat organiczny

### Flora
Zmiana klimatu z gorącego i wilgotnego w karbonie na gorący, ale suchy w permie spowodowała zmiany w składzie flory, zwłaszcza na półkuli północnej. Następuje rozwój roślin nagonasiennych, zwłaszcza rośnie liczba roślin iglastych, ale powstają też pierwsze liściaste: miłorzębowe i sagowce. Bardzo pospolite początkowo były paprocie nasienne, ale potem mocno podupadają. Jedynie na południowych kontynentach (Gondwana) lasy paproci nasiennych były powszechne przez cały perm (flora glossopterysowa). W trakcie permu całkowicie wymierają kordaity. We wczesnym permie (cisuralu) liczne były jeszcze rośliny zarodnikowe, jednak później dość szybko podupadają, zwłaszcza drzewiaste skrzypy i widłaki oraz część drzewiastych paproci. Natomiast zielne rośliny zarodnikowe nadal były pospolite i ograniczane tylko w strefach pustynnych.

### Fauna
W permie zmniejsza się powierzchnia żyznych obszarów szelfów, jednocześnie wiele akwenów jest mocno zasolonych, toteż generalnie spada bioróżnorodność i liczebność fauny wodnej w tym okresie. Podobny proces widać u fauny lądowej, co wiąże się głównie z pustynnieniem. Dość wyraźny wzrost obserwuje się u małży zarówno morskich, jak i słodkowodnych. Duży rozwój notują mszywioły, które wraz z glonami są dominującą grupą budującą ówczesne rafy. Dość pospolite są ciągle ślimaki i ramienionogi (zwłaszcza z rzędu Strophomenida), małżoraczki, a także pierwotniaki z gromady otwornic, w tym duże, np. rodzaj Schwagerina. Bardzo znaczny regres obserwuje się u głowonogów, w tym amonitów, szkarłupni, rzadkie są trylobity, koralowce.  

### Kręgowce
Z ryb najpospolitsze są ryby kostnochrzęstne, zwłaszcza paleoniskidy oraz rekiny. Charakterystycznym dla permu jest wielki rozwój tylko w tym okresie rekinów słodkowodnych. Ryby dwudyszne i trzonopłetwe przeżywały okres swojego rozwoju, ale znacznie ustępowały liczebnością wyżej wymienionym grupom. Pojawiły się pierwsze przejściowce. W związku z postępującą suchością klimatu mocno podupadają w permie płazy z grupy labiryntodontów, a kilka pokrewnych im rzędów wymiera. Natomiast bardzo bujny rozwój przeżywają gady, szczególnie gady ssakokształtne, wśród których w późnym permie pojawiają się najwięksi lądowi (3-4 metry długości) drapieżcy, np. Inostrancevia i Dimetrodon. Jednocześnie wiele grup prymitywnych kotylozaurów oraz pierwsze wodne gady – mezozaury – wymierają.

## Perm na ziemiach Polski
- W permie dolnym powstały piaskowce, zlepieńce i mułowce występujące na Pogórzu Izerskim i Kaczawskim oraz w Górach Kaczawskich (niecka północnosudecka), w Górach Kamiennych, Stołowych i Bardzkich oraz Kotlinie Kłodzkiej (niecka śródsudecka), a także na obrzeżu Gór Świętokrzyskich.
- Na tych samych obszarach w Sudetach oraz w Górach Wałbrzyskich i Kamiennych powstały duże ilości skał wulkanicznych – porfirów, melafirów oraz ich tufów.
- Permskie porfiry odkryto również przy pomocy głębokich wierceń w podłożu Niżu Polskiego.
- W permie górnym w niecce północnosudeckiej i śródsudeckiej oraz na Niżu Polskim powstały grube warstwy naprzemianległych wapieni i dolomitów, łupków ilastych i iłowców, anhydrytów i halitów.